# Wilhelm Peters (psycholoog)
Wilhelm Peters (Wenen, 11 november 1880 – Würzburg, 29 maart 1963) was een psycholoog en hoogleraar.

## Leven en werk
Na zijn lagere school in Wenen ging hij naar het humanistische gymnasium. Een van zijn klasgenoten was Stefan Zweig.
Hij studeerde in Wenen, Straatsburg, Zürich en Leipzig en bezocht onder andere colleges in de filosofie, in Zürich pedagogiek bij Ernst Meumann, en in Leipzig natuurkunde en scheikunde bij Wilhelm Ostwald. Hij studeerde af in de geneeskunde en promoveerde ten slotte in 1904 bij Wilhelm Wundt  op "Die Farbenwahrnehmung der Netzhautperipherie".
Hij werkte van 1904 tot 1906 in Wenen bij het Fysiologische Instituut, en daarna tot 1908 in München bij Emil Kraepelin in de psychiatrische kliniek van München. Hermann Ebbinghaus spoorde hem aan om naar Frankfurt am Main te verhuizen, waar hij een baan aangeboden kreeg van de Academie voor Sociale en Handelswetenschappen. In 1910 kreeg hij zijn doceerbevoegdheid bij Karl Marbe in Würzburg en kreeg de vergunning om filosofie, psychologie en onderwijs te doceren.
In Würzburg ontstond al snel het werk waardoor hij uiteindelijk roem verwierf. Gesteund door de Kaiserlichen Akademie der Wissenschaften in Wenen begon hij een schoolkinderen- en rapport-onderzoek. In Beieren, Stiermarken en Baden werden de schoolrapporten van 1162 kinderen en 344 ouderparen statistische geanalyseerd, en van 151 kinderen ook de rapporten van alle vier de grootouders. Peters concludeerde dat de algemene verwerkingssnelheid vooral belangrijk was voor de cijfers bij intellectuele prestaties. Peters kwam hierbij de regressie naar het gemiddelde op het spoor.
In 1919 werd Peters benoemd tot hoogleraar aan de handelsschool in Mannheim en in 1923 op instigatie van de sociaaldemocratische staatsregering, tegen het bittere verzet van de filosofische faculteit  in (zie Thüringer universiteitsconflict),  aan de universiteit van Jena. Toen de Reichswehr in 1923 Thüringen binnentrok, was Peters de enige universitair docent die protesteerde tegen het machtsmisbruik van de militaire commandant op de universiteit.
Omdat bij de reorganisatie van de faculteiten in 1925 de psychologie werd ingedeeld bij de faculteit wiskunde en natuurwetenschappen, ontstond voor Peters een zeer vruchtbare creatieve periode. Zijn activiteiten waren nu vooral gericht op de jeugd- en ontwikkelingspsychologie en op de hervorming van de lerarenopleiding.
In aanloop naar de nationaalsocialistische machtsovername probeerde Peters zich te verzetten tegen de steeds sterker wordende demagogische propaganda over de rassenkwestie en gaf hij lezingen die onder meer werden georganiseerd door de socialistische studentengroep. 
Op 28 april 1933 werd Wilhelm Peters, die sinds 1932 decaan van de faculteit Wiskunde en Natuurwetenschappen was, ontslagen omdat hij jood was. Peters emigreerde naar Engeland. In 1937 werd hij benoemd aan de Universiteit van Istanbul, waar hij opnieuw een psychologisch instituut opbouwde. In 1952 keerde hij als emeritus terug naar Würzburg.